# 余龙 (医学家)
余龙（1954年—），中共党员。复旦大学遗传学教授，主要研究方向为肝癌发生的分子遗传学机制研究和抗肝癌药物小分子化合物筛选、重大疾病相关基因的系统生物学及药物开发研究。任中国生物化学学会等学会理事，中华人民共和国教育部第三批“长江学者”特聘教授，发表论文百余篇，获得数十项发明专利。

## 生平
1970年11月至1982年7月， 在中国人民解放军基建工程兵部队工作，中途就读于第一军医大学（今南方医科大学），1978年本科毕业；
1986和1990年先后获得中山医科大学（今中山大学医学院）医学硕士、博士学位；
1990年11月在复旦大学攻读博士后，后留校任教，1995年5月升任教授。后任复旦大学遗传工程国家重点实验室主任。